# NGC 4205
NGC 4205 is een spiraalvormig sterrenstelsel in het sterrenbeeld Draak. Het hemelobject werd op 4 oktober 1861 ontdekt door de Duits-Deense astronoom Heinrich Louis d'Arrest.

## Synoniemen
- UGC 7258
- MCG 11-15-38
- ZWG 315.27
- IRAS12125+6403
- PGC 39143